# Selaginella underwoodii
Selaginella underwoodii är en mosslummerväxtart som beskrevs av Georg Hans Emmo Emo Wolfgang Hieronymus.
Selaginella underwoodii ingår i släktet mosslumrar och familjen mosslummerväxter. Inga underarter finns listade i Catalogue of Life.